# صالح بركات
صالح بركات (من مواليد 1969، بيروت، لبنان - ) هو خبير فني لبناني، وصاحب معرض في لبنان. درس في الجامعة الأمريكية في بيروت ورُشِّحَ كزميل في جامعة ييل العالمية في عام 2006، ويدير حاليًا معرض أجيال للفنون ومعرض صالح بركات في منطقة رأس بيروت. 

## سيرته
افتتح صالح بركات معرض أجيال للفنون في عام 1991 في أعقاب الحرب الأهلية اللبنانية مباشرة، ودعا أأبرز الرسامين العرب المعاصرين للمساهمة في المعرض، وأصبح مسؤولاً عن بناء مجموعات فنية كبرى في المنطقة.
يتعامل صالح بركات مع أعمال لفنانين معاصرين من لبنان والعالم العربي، مثل سلوى روضة شقير التي نظم لها معرضًا في مركز بيروت للمعارض. ولديه أيضًا فريق من الرسامين الشباب من بينهم أسامة بعلبكي، ومحمد سعيد بعلبكي، وتغريد درغوث، وعبد الرحمن كتناني، وتمارا السامرائي، وتشازا شارف الدين، وأيمن بعلبكي. حصلت أعمال أيمن بعلبكي على عروض مرتفعة للغاية في المزادات الأخيرة، وفي أبريل 2011 تم بيع أحد أعماله بالمزاد بمبلغ 206,500 دولار أمريكي.
شارك صالح بركاتفي العديد من الموائد المستديرة والبرامج التعليمية، وشارك في تنظيم المعارض للفن اللبناني والشرق الأوسطي، كما شارك في عام 2007 مع ساندرا داغر في تنظيم الجناح اللبناني الأول في بينالي البندقية، يضم هذا الجناح معرضًا جماعيًا لفؤاد الخوري ولمياء جريج ووليد صادق ومنيرة الصلح وأكرم الزعتري. وفي عام 2009 قام برعاية معرض «طريق السلام» في مركز بيروت للفن، ويضمن المعرض لوحات وصور فوتوغرافية ورسومات ومنحوتات لفنانين لبنانيين خلال الحرب، وسُمى المعرض بطريق السلام على اسم سلسلة لوحات لعارف ريس تصور الناجين اللبنانيين من الحرب، وشارك في هذا المعرض العديد من الفنانين مثل: رفيق شرف، وفؤاد الخوري، وباول غويراغوسيان، وحسن جوني، وسيتا مانوكيان، وسلوى روضى شقير، ومحمد الرواس، وعارف الريس وغيرهم. 
تم تعيين بركات لإدارة مشروع متحف الجامعة الأمريكية في بيروت.  تبرع لهذا المشروع الدكتور سمير صليبي - قريب الفنان اللبناني خليل صليبي (1870-1928) -، ويتألف المعرض من 30 لوحة لصليبي نفسه وعمر الأنسي.
صالح بركات عضو أيضًا في المجلس الاستشاري لكلية الهندسة المعمارية والتصميم التابعة للجامعة اللبنانية الأمريكية، وكذلك عضو مجلس إدارة اللجنة الوطنية اللبنانية لليونسكو.

## روابط خارجية
- موقع معرض أجيال للفنون
- موقع معرض صالح بركات
- Profile on Yale World Fellows